# Моисей, разбивающий скрижали Завета
Моисей, разбивающий скрижали Завета (нидерл. Mozes en de tafelen der wet) — работа голландского художника Рембрандта. Сюжет для полотна взят из рассказа в Книге Исхода (Исх. 32:19). Хранится в Берлинской картинной галерее.

## История создания
Картина «Моисей, разбивающий Скрижали Завета» была написана в период проживания Рембрандта на окраине Амстердама в районе поселения еврейской общины. В это место он вынужденно переселился после того, как в 1657—1658 году распродал свое имущество и дом ввиду банкротства, о котором заявил годом ранее. Вместе с сыном и Корнелией (дочерью от Хендрикье Стоффелс) он поселился в арендованном за 225 флоринов ежегодно доме по улице Розенграхт (Rozengracht). Выбор сюжета из Ветхого Завета для картины связан с глубоким влиянием на художника движения меннонитов, а также раввина Менашше бен Исраэля, с которым Рембрандт был в особых дружеских отношениях.

## Сюжет картины
Согласно Книге Исхода Моисей отправился на гору Синай, чтобы получить заповеди от Бога. Они были записаны на двух каменных скрижалях с обеих сторон. В отсутствие пророка израильтяне начали поднимать волнения и требовать от Аарона, чтобы тот показал им божество, которому они будут приносить жертву и молиться. Последний потребовал от каждого имеющего золото принести его, после чего выплавил золотого тельца и сказал, что вот божество, которое освободило народ израильский от египетского плена. Когда Моисей спустился с горы, он услышал шум и пение, а когда подошел ближе — увидел народ, который танцевал вокруг золотого идола. Оттого, что израильтяне не дождались его и уверовали в новое божество, золотого тельца, пророк в гневе разбил каменные скрижали на множество осколков. Помимо этого, Моисей сжег идола, пепел развеял над водой и заставил каждого, кто усомнился в Боге, пить эту воду. 
«Когда же он приблизился к стану и увидел тельца и пляски, тогда он воспламенился гневом и бросил из рук своих скрижали и разбил их под горою…(Исх. 32:19)».